# Clara Cluck
Clara Cluck, appelée successivement dans ses premières apparitions en français Clara Clouq et Codette avant de reprendre son nom original, est un personnage de fiction de l'univers de Mickey Mouse créé par les studios Disney en 1933.
Elle fait ses débuts dans le court-métrage animé Mickey's Mellerdrammer puis devient à partir de 1934 un personnage secondaire récurrent. Dans de nombreuses bandes dessinées, elle est présentée comme la meilleure amie de Daisy Duck.

## Clara Cluck dans l'animation
Chaque troupe a besoin d'une prima donna. Ce rôle fut tenu dans les années 1930 par Clara Cluck. Dès le début, ce fut elle qui montra le plus d'aisance sous les feux de la rampe, ne ratant aucun des spectacles que pouvaient monter Mickey et ses amis comme dans Le Gala des orphelins (Orphan's Benefit) en 1934.
Présentée comme une poule d'âge moyen et dotée comme toute bonne cantatrice d'une impressionnante paire de « poumons », son ramage est aussi généreux que son plumage est luisant et apprêté. Sa tenue se complète par un énorme chapeau, rehaussé d'une non moins énorme plume.
Inspirée sans doute du personnage éponyme d'Une petite poule avisée (la Silly Symphony qui vit les débuts de Donald Duck, le 9 juin 1934), elle a été doublée par la même actrice et chanteuse Florence Gill. Bien qu'elle apparaisse en 1936 dans Mickey's Grand Opera en tant que vedette féminine, il semble que ses moyens n'aient jamais été à la hauteur de ses ambitions, ce qui explique sa disponibilité pour toutes les productions médiocres auxquelles elle participe.
Sa dernière apparition de l'« ère classique » - tout comme celle de Clarabelle Cow et Horace Horsecollar - date de 1942 dans L'Heure symphonique (Symphony Hour).
Elle joue également un rôle mineur dans Le Noël de Mickey en 1983 et Qui veut la peau de Roger Rabbit en 1988. Plus récemment, elle est apparue à la télé dans Mickey Mania et Tous en boîte.
Elle a fait une brève apparition dans le jeu vidéo Kingdom Hearts 2, dans le monde de la Rivière intemporelle.
Après Russi Taylor, c'est aujourd'hui la comédienne Kaitlyn Robrock (en) qui lui prête sa voix dès la série Mickey et ses amis : Top Départ ! à partir de l'épisode Duck, Duck Geese!/Shhhhh!.

### Films
- 1933 : Mickey's Mellerdrammer
- 1934 : Le Gala des orphelins (Orphan's Benefit)
- 1936 : Grand Opéra (Mickey's Grand Opera)
- 1937 : Amateurs de Mickey (Mickey's Amateurs)
- 1938 : La Chasse au renard (The Fox Hunt)
- 1941 : Mickey bienfaiteur (Orphan's Benefit) - remake en couleurs
- 1942 : L'Anniversaire de Mickey (Mickey's Birthday Party)
- 1942 : L'Heure symphonique (Symphony Hour)
- 1983 : Le Noël de Mickey (Mickey's Christmas Carol)
- 1988 : Qui veut la peau de Roger Rabbit (Who Framed Roger Rabbit)
- 1999 : Mickey, il était une fois Noël (Mickey's Once Upon a Christmas), segment Mickey and Minnie's Gift of the Magi
- 2004 : Mickey, il était deux fois Noël (Mickey's Twice Upon a Christmas), segment Donald's Gift

### Séries animées
- 1999-2000 : Mickey Mania
- 2001-2004 : Tous en boîte (House of Mouse)
- 2013-2019 : Mickey Mouse (série télévisée)
- 2017-En cours : Mickey et ses amis : Top Départ ! (Mickey and the Roadster Racers) (série télévisée)

## Clara Cluck en bandes dessinées
Selon la base INDUCKS, Clara apparait dans 330 histoires, dont un peu plus de 90 ont été publiées en France (en novembre 2021).
La plantureuse Mme Cluck poursuit une carrière d'actrice, chanteuse lyrique et violoncelliste. Impliquée de nombreuses œuvres caritatives, elle est également professeur dans l'école de Riri, Fifi et Loulou. On fait la connaissance de son neveu Clarence dans No Kid! en 1936. Elle flirte occasionnellement avec le cousin de Donald, Gus Glouton ainsi qu'avec le coq Panchito Pistoles des Trois Caballeros, son premier soupirant, le coq Tétroc Lecoq (Rockhead Rooster), ayant disparu prématurément.
Clara est membre du « gang de la ferme » qui a entouré Mickey dès ses débuts (The Adventures of Mickey Mouse, 1931), bien que sa présence ait été éclipsée par Clarabelle Cow et Horace Horsecollar, moins cependant que Percy et Patricia Pigg, aujourd'hui oubliés. Elle est entre autres la vedette de The Sitting Hen aux côtés de Jiminy Cricket, de Panchito et de Thumper Plays Easter Rabbit. Elle est également membre avec Daisy de la « Chit Chat Society ».

## Anecdote
On prétend[Qui ?] qu'elle a inspiré le personnage de Dame Gertrude (en anglais Lady Cluck), la dame de compagnie de Belle Marianne dans Robin des Bois en 1973, mais la ressemblance est loin d'être probante[réf. nécessaire].

## Source
- Ressources relatives à la bande dessinée :   - Comic Vine
  - INDUCKS

- (en) Cet article est partiellement ou en totalité issu de l’article de Wikipédia en anglais intitulé « Clara Cluck » (voir la liste des auteurs).